# Dammbach
Dammbach település Németországban, azon belül Bajorországban. Lakosainak száma 1942 fő (2023. december 31.). Dammbach Rohrbrunner Forst és Heimbuchenthal községekkel határos.

## Népesség
A település népessége az elmúlt években az alábbi módon változott:
| Lakosok száma | 1771 | 910  | 1806 | 1815 | 1862 | 1883 | 1849 | 1846 | 1941 | 1942 |
|               | 1970 | 1975 | 2011 | 2012 | 2014 | 2015 | 2017 | 2019 | 2022 | 2023 |